# Flussperlmuschel
Die Flussperlmuschel (Margaritifera margaritifera) ist eine der großen Süßwasser-Muscheln, die im Deutschland des beginnenden 21. Jahrhunderts als vom Aussterben bedrohte Tierart gilt. 2024 wurde sie zum deutschen Weichtier des Jahres gewählt.

## Artbesonderheiten und Entwicklung
Die Flussperlmuschel kann nach neuesten Ergebnissen ein Alter von bis zu 280 Jahren erreichen. Größe und Alter nehmen nach Norden hin zu, so wird sie in Spanien meist nur 9–12 cm groß und maximal 50–80 Jahre alt, während sie in Schweden bis zu 280 Jahre alt und bis zu 17 cm groß wird. In mitteleuropäischen Gebieten können die Flussperlmuscheln etwa 100 Jahre alt werden. Ihre Vermehrung ist ein komplexer, da an anspruchsvolle Voraussetzungen gebundener, störanfälliger Prozess mit mehreren Zwischenstadien. Nachdem die winzigen Frühformen (Glochidien) der Muschel geschlüpft sind, benötigen sie als Wirt die Bachforelle, in deren Kiemen sie zehn Monate lang parasitisch leben; neben der Bachforelle sind nach bisherigen Untersuchungen nur noch der Huchen sowie in Nordeuropa der Atlantische Lachs geeignet. Sie wachsen von ca. 0,05 mm zur 0,5 mm großen Jungmuschel heran. Etwa im Mai, wenn die Temperatur und das Bachbett geeignet sind, lassen sie sich im Flussbett zwischen die Kiesel und Steine am Gewässergrund fallen und graben sich dort ein. Dort leben sie versteckt und kommen erst nach etwa fünf Jahren, im ausgewachsenen Stadium und mit der inzwischen gebildeten harten Schale, an die Oberfläche des Gewässergrundes. Sie verbringen dann den Rest ihres Lebens weitgehend stationär. In der Strömung lassen sie das Wasser durch ihre Kiemen fließen und filtern dabei Nahrungspartikel heraus. In ökologisch intaktem Umfeld bildet die Flussperlmuschel Kolonien.
Die Flussperlmuschel gehört wie die Gattungen der Fluss- (Unio) und Teichmuscheln (Anodonta) zur Ordnung Unionida, die auch als Naiaden (Najaden) bezeichnet werden.

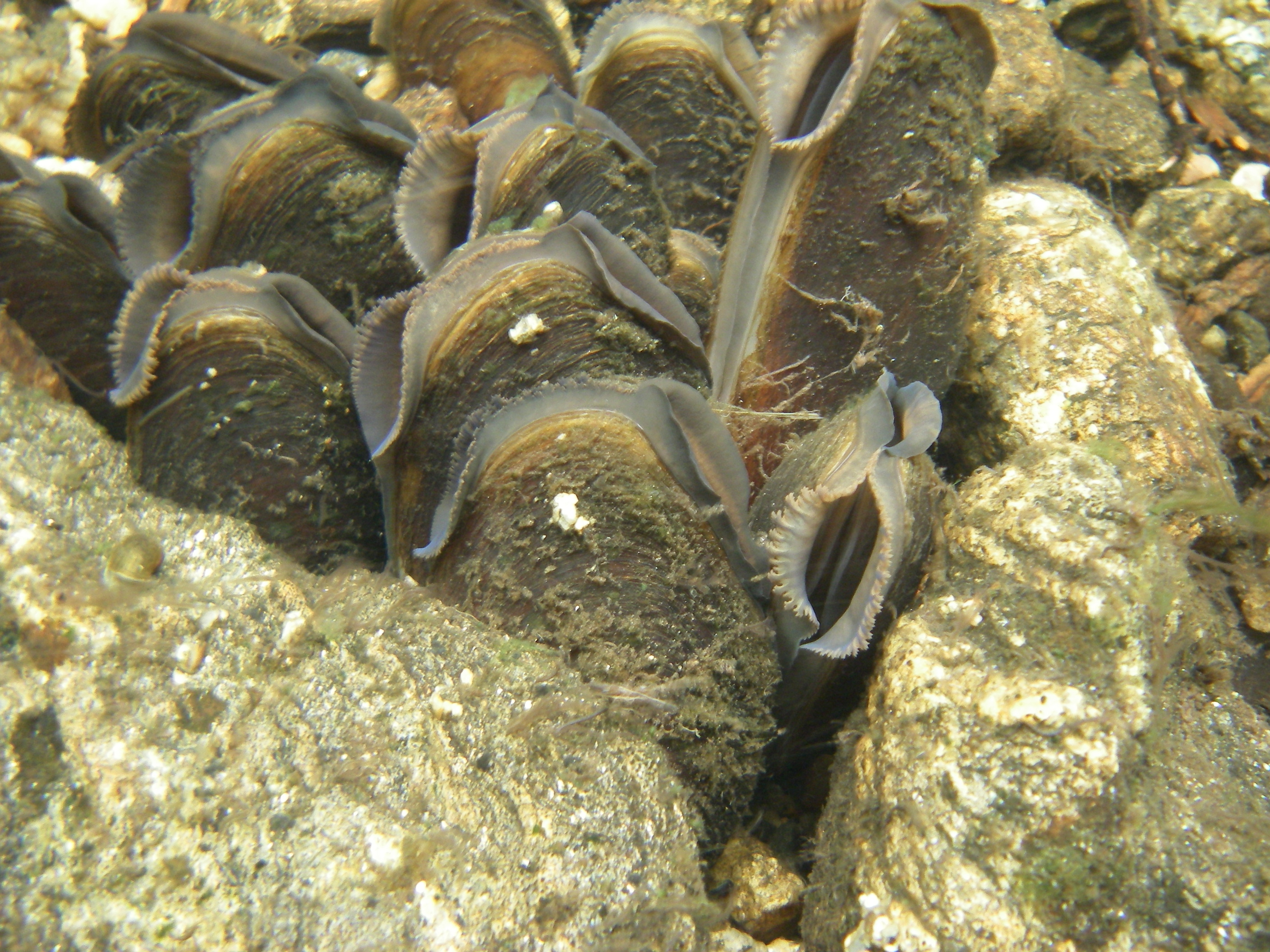
Gruppe von Margaritifera margaritifera

## Verbreitungsgebiet und Geschichte
Die Flussperlmuschel kommt ausschließlich auf der nördlichen Hemisphäre und etwa vom 70. bis zum 42. Breitengrad vor. Sie kommen im Osten Kanadas und Nordosten der USA vor sowie in Europa vom Norden Portugals über Mitteleuropa, die Britischen Inseln, Skandinavien bis zum äußersten Westen Russlands.
Bekannte größere Populationen in Deutschland bestanden bis zu den industriebedingten starken Flusswasserverschmutzungen sowohl in Sachsen (z. B. in der Weißen Elster und Pulsnitz), in Bayern (z. B. im Regen, der Südlichen Regnitz und dem Perlenbach) und in Nordrhein-Westfalen (z. B. im Perlenbach in der Eifel).
Zur Zeit der deutschen Kleinstaaten und Fürstenhöfe bis zum 18. Jahrhundert wurde sie teilweise gezielt angesiedelt und effektiv mit drakonischen Strafen (z. B. Abhacken der Hand) vor Wildfang geschützt, so im Odenwald und in der Eifel nachweisbar. Das Recht zur Suche nach Perlen wurde als Perlregal bezeichnet. Von vor 300 Jahren sind Perlmuschelbänke mit mehr als tausend Tieren pro Quadratmeter bekannt. Mit dem Einmarsch der Franzosen 1794 erlosch das Perlregal in weiten Teilen Deutschlands, wodurch ein Raubbau ermöglicht wurde.
Das bedeutendste Vorkommen in Tschechien ist der Oberlauf des Jankovský potok.
Nur wenige Muscheln enthalten tatsächlich Perlen: Die Angaben reichen von 0,03 % bis zu 4 % (eine Perle auf 3.000 bzw. 25 Muscheln).

### Heutige Vorkommen in Deutschland

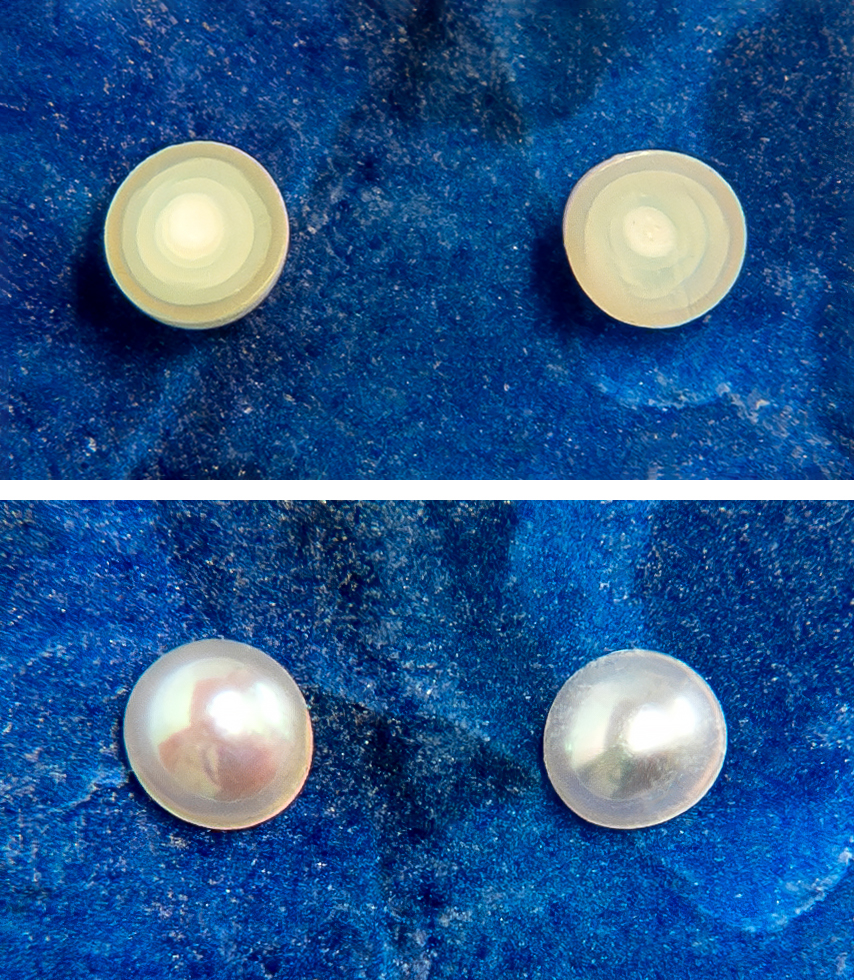
Zwei halbierte Flussperlen mit deutlich sichtbaren Wachstumsschichten.

Die Flussperlmuschel ist heute in Deutschland sehr selten. Gründe für den Bestandsrückgang sind:
- Verschmutzung der Gewässer durch Überdüngung, Abwassereinleitung und Streusalz
- Versandung der Bäche
- Verdrängung der Bachforelle, die als Wirtstier der Muschel dient, durch die eingeführte Regenbogenforelle
- Aussterben des Lachses, der als Wirtstier dient
- Vernichtung ganzer Bestände durch Perlenräuber in früheren Zeiten
- neue Fressfeinde durch die Neozoen Bisamratte und Waschbär[6]

In Deutschland ist die Flussperlmuschel als eine nationale Verantwortungsart innerhalb der Nationalen Strategie zur biologischen Vielfalt der Bundesregierung eingestuft. Es gibt noch Vorkommen in Bayern, Nordrhein-Westfalen, Sachsen, Rheinland-Pfalz und der Lüneburger Heide.
In Bayern konzentrierte sich die Muschel ursprünglich auf drei Gebiete, von denen heute der Bayerische Wald und Oberfranken noch von Bedeutung sind. In der Oberpfalz gibt es nur noch kleine Restvorkommen. Im Bayerischen Wald ist das Gebiet der linken Donauzuflüsse zwischen Regensburg und Passau zu nennen, die Einzugsgebiete des Regens und der Ilz im ehemaligen Hochstift Passau haben besonders reiche Erträge geliefert. Eine Besonderheit stellt das letzte Vorkommen auf Buntsandstein in der Schondra (Unterfranken) dar.
Das bis 2008 nachgewiesene Vorkommen im Vogelsberg und in der Rhön in Hessen scheint dagegen erloschen zu sein, die Art gilt in der Region offiziell als verschollen, möglicherweise ist sie dort ausgestorben.
In der Lutter – einem Fluss in der Lüneburger Heide – konnten bei dem Naturschutzgroßprojekt „Lutter“ Erfolge bei der Erhaltung der Flussperlmuschel verzeichnet werden. Der Bestand verzeichnet hier, als einziger in ganz Europa, eine positive Entwicklung. Erstmals 1985 wurden in der Lutter gefangene Bachforellen mit Flussperlmuschel-Larven infiziert und in den Bach zurückgesetzt. Diese ersten Maßnahmen blieben allerdings zunächst ohne Erfolg. Die Ursache lag in der unnatürlich hohen Sandfracht der Lutter, was man allerdings erst später feststellte. Die wissenschaftliche Begründung durch Buddensiek (1991) und die Bestätigung in der Praxis durch Abendroth (1993) brachte den Durchbruch. Im Jahr 2008 wurden wieder mehr als 12.000 Muscheln nachgewiesen, Anfang der 1920er Jahre 16.500.
In Rheinland-Pfalz gibt es gefährdete Bestände in der Our (Eifel, 100 bis 200 Tiere) und der Nister (Westerwald, 26 Exemplare bekannt). Der Bestand in der Nister wurde wiederentdeckt. Die Tiere sind 60 Jahre und älter. Eine natürliche Vermehrung konnte somit seit 60 Jahren nicht mehr nachgewiesen werden. Sowohl an Our als auch Nister gibt es Bemühungen, die Vermehrung durch das Zusammenbringen von Glochidien und Wirtsfischen in Becken zu unterstützen.
Im Rahmen des Projekts MARA – Margaritifera Restoration Alliance wird seit 2021 zum deutschlandweiten Erhalt der Flussperlmuschel (Margaritifera margaritifera) beigetragen. Erstmalig arbeitet ein Team aus allen deutschen Flussperlmuschelgebieten, in denen Nachzucht betrieben wird, zusammen. Ziele sind die erfolgreiche Nachzucht und Habitataufwertungen, begleitet durch Wanderausstellungen und umfangreiche Umweltbildungsangebote. So klärt ein Erlebnispfad Flussperlmuschel in Bad Brambach im sächsischen Vogtland über die kulturhistorische Nutzung und Schutzbemühungen auf und führt zugleich an der Zuchtstation im Ortsteil Raun vorbei. Zugleich werden am Raunerbach (FFH-Gebiet Raunerbach- und Haarbachtal) aus Mitteln des Naturschutzfonds der Sächsischen Landesstiftung Natur und Umwelt, in Zusammenarbeit mit dem Landschaftspflegeverband Oberes Vogtland umfangreiche Schutzmaßnahmen durchgeführt.
In Nordrhein-Westfalen befindet sich der einzige Lebensraum der Bachmuschel im Nationalpark Eifel im Perlenbach. Hier soll sie mit einem Projekt bis 2027 wieder angesiedelt werden.

### Weltweite Gefährdung
Nach der Einstufung der IUCN gilt die Art weltweit als gefährdet (endangered) (Stand: 1996), wobei die tatsächliche Situation unzureichend bekannt ist. Aufgrund ihrer Verbreitung ausschließlich im dicht besiedelten Europa ist sie neben Gewässerverschmutzung und den oben aufgeführten Faktoren, aufgrund der Vorliebe für kalkarme Bäche bei gleichzeitig recht hohem Kalkbedarf für die Schale zudem durch Gewässerversauerung durch sauer wirkende Industrie- und Autoabgase auch in ansonsten sauberen und naturnahen Gewässern bedroht.

## Gesetzlicher Schutzstatus
Die Flussperlmuschel ist gemäß Bundesartenschutzverordnung eine nach Bundesnaturschutzgesetz streng geschützte Art.
Zudem ist sie eine Art des Anhangs II und des Anhangs V der FFH-Richtlinie.

## Saprobienindex
Der Saprobienindex für diese Art beträgt 1,0.